# ستيفن باريت (دبلوماسي)
ستيفن باريت (بالإنجليزية: Stephen Barrett)‏ هو دبلوماسي بريطاني، ولد في 4 ديسمبر 1931.